# Stephan Moesle
Stephan Moesle (* 8. Dezember 1874 in Hemigkofen (Württemberg); † 1951) war Unterstaatssekretär im Reichsfinanzministerium und Bankdirektor während der Weimarer Republik.

## Biografie
Moesle, Sohn eines Siebmachers und katholischer Konfession, studierte von 1894 bis 1900 in Tübingen Theologie und Regiminalwissenschaften. Er trat 1901 in den höheren Staatsdienst des Königreichs Württemberg und wurde dort 1905 zum Amtmann befördert. 1907 wechselte er als Hilfsarbeiter in das Reichsversicherungsamt und erhielt dort 1909 den Titel eines Kaiserlichen Regierungsrats, ehe er 1911 vorübergehend und ab 1913 dauernd als Hilfsarbeiter im Reichsschatzamt tätig war. Als solcher folgte am 19. Januar 1915 seine Beförderung zum Geheimen Regierungsrat. Nach Gründung des Reichsfinanzministeriums am 8. November 1918 wurde er dort Ministerialdirektor, bevor im Juli 1919 seine Ernennung zum Unterstaatssekretär folgte. Damit war er Vertreter und wichtiger Mitarbeiter des Reichsministers der Finanzen Matthias Erzberger bei dessen großer Finanz- und Steuerreform von 1919/20 und später von Joseph Wirth. Am 31. Dezember 1920 wurde Moesle dann in den Ruhestand versetzt.
Anschließend war er einige Zeit Generalsekretär der Fürst Lichnowsky'schen Verwaltung. Von 1925 bis 1933 war er Mitglied des Vorstandes der Provinzialbank Oberschlesien sowie Vorsitzender des Vorstandes des Oberschlesischen Sparkassenverbandes sowie zugleich von 1930 bis 1933 Bevollmächtigter der Provinz Oberschlesien beim Reichsrat.
Nach der Machtergreifung zog er sich aus der Politik zurück.

## Veröffentlichungen
- "Wehrbeitrag-, Besitzsteuer-, Reichsstempel- u. Nebengesetze. Textausgabe mit Einleitung und Sachregister", Mannheim/Leipzig 1913

## Quelle
- Biografie in "Die Protokolle des Preußischen Staatsministeriums 1817-1934/1938", Herausgeber: Berlin-Brandenburgische Akademie der Wissenschaften, 1999 (PDF-Datei; 2,74 MB)
- Stephan Moesle in der Online-Version der Edition Akten der Reichskanzlei. Weimarer Republik